# 陈志胜
陈志胜（1952年—），浙江永康人，汉族，中华人民共和国政治人物、第十二届全国人民代表大会江西地区代表。
毕业于浙江师范大学企业管理专业。加入中国共产党。担任华东交大理工学院董事长。2008年起担任全国人大代表。2013年，担任全国人大代表。